# Musashi Mizushima
Musashi Mizushima (japonès: 水島武蔵)  (Tòquio, 10 de setembre de 1964) és un exfutbolista i tècnic japonès que actuava en la posició de migcampista. Va servir d'inspiració al mangaka Yōichi Takahashi per a la creació del cèlebre manga Captain Tsubasa i del personatge protagonista (Tsubasa Ozora / Oliver Atom).

## Carrera

### Jugador de futbol
Quan era encara un nen, jugava a les categories formatives del Shimizu FC. El novembre de 1974 va ser descobert per Pelé, qui havia arribat a Shizuoka per obrir una escola de futbol. El campió del món va aconsellar als pares del nen, Atsushi i Eiko, que es traslladessin al Brasil per permetre que el nen evolucionés en competicions de millor nivell. Els primers mesos de 1975, Mizushima es va traslladar amb tota la seva família a Santos, d'on era Pelé, però com que el club local no tenia cap equip per a nois de la seva edat (tenia onze anys en aquell moment), no va poder incorporar-s'hi. No obstant això, gràcies a l'interès de Zoca -el germà de Pelé- el jove futbolista va poder fer una prova al Sao Paulo FC, per la que fou contractat el dia 10 d'abril. Això el va convertir en el primer japonès fitxat per un equip brasiler, donant-li una gran notorietat al seu país natal. TV Asahi va emetre periòdicament reportatges sobre el jove futbolista, que també signaria el seu primer contracte de patrocini amb el fabricant de càmeres Yashica. Va ser en aquesta etapa que el jugador va passar d'ocupar la posició d'extrem a actuar al mig del camp.
La figura de Mizushima va inspirar al dibuixant Yōichi Takahashi per a la creació del manga Captain Tsubasa, publicat per primera vegada l'any 1981. La història tracta d'un nen que destaca en les categories de base del futbol japonès, crida l'atenció d'un exfutbolista brasiler fins que fa el salt al país sud-americà.
Com encara no havia obtingut la nacionalitat brasilera i el seu equip ja havia ocupat l'única plaça permesa per estrangers, no podia disputar partits oficials. Tot i això, a finals de 1984, Mizushima va signar el primer contracte de futbolista professional, amb el seu sou finançat per empreses japoneses com Yashica, la marca de roba esportiva Mizuno o la tecnològica Panafacom. Encara sense haver pogut debutar, el 1985 va guanyar el Campionat Paulista.
Per poder disposar de minuts, Mizushima va sol·licitar la cessió a l'Esporte Clube São Bento el 1986. Gràcies a les bones actuacions amb el conjunt de Sorocaba, l'any següent va ser fitxat per la Portuguesa, de Primera Divisió. El 1988 finalment va ser fitxat pel Santos, gràcies també a la mediació de Pelé, però no va complir les expectatives dels blanc-i-negres. Mizushima va decidir comprar la seva carta de llibertat per 15.000 cruzados novos i tornar al seu país.
L'any 1989 va fitxar per l'Hitachi, amb els que va descendir després d'acabar últims en la lliga japonesa 1989-1990, tot i que la temporada següent el club tornaria a la Primera Divisió. El 1991 va incorporar-se als All Nippon Airways, amb qui va aconseguir el 8è lloc. A la tardor de 1992 amb el seu equip, rebatejat com a Yokohama Flügels, va participar de la J.League Cup de 1992, en la que seria la seva última competició abans de retirar-se del futbol a finals d'any, llastat per diverses lesions.

### Entrenador
El 2014 va entrenar el Fujieda MYFC, club que jugava a la tercera divisió japonesa. L'any 2019, col·laborant amb la Associació Japones de Futbol, es va incorporar a l'staff tècnic d'Usmon Toshev, seleccionador del Tadjikistan.

## Palmarès
- São Paulo: Campionat paulista (1985)
- Hitachi: Segona divisió japonesa (1990-91)